# 萊芒湖白鮭
萊芒湖白鮭，為輻鰭魚綱鮭形目鮭科的一種，原產於法國與瑞士交界的日內瓦湖區，已絕種。主要棲息在接近湖底的深水區，每年2至3月中旬為繁殖期。本魚曾是日內瓦湖捕獲數量最多的魚種，在1890年代產量更佔68%以上。由於過度捕撈及引進外來種，使得萊芒湖白鮭生活空間被壓縮，1958年以後，就沒有本種的紀錄了。